# Intrusie (psychologie)
Een intrusie (uit het Latijn: binnendringing) is een plotseling en vaak herhaald opkomende dwanggedachte, die meestal als opdringerig en storend wordt ervaren, en die gericht is op iets dat men ongewenst vindt. Intrusies komen bij 90% van de mensen af en toe voor en zijn geen teken van een geestesziekte. Het blijkt niet goed mogelijk om een intrusie uit het hoofd te bannen. Dit komt omdat het opzettelijk niet aan iets willen denken, juist ertoe leidt dat men er wél aan denkt. Een bekend experiment van Wegner e.a. toonde dat aan: "Probeer eens 5 minuten lang absoluut niet aan een witte beer te denken." Indien intrusies continu terugkeren in iemand zijn dagelijks leven kan dat leiden tot een obsessie. Wat uiteindelijk kan leiden tot hulp via de geestelijke gezondheidszorg.

## Oorzaken
Mensen die een ernstige emotionele mishandeling hebben meegemaakt blijken veel meer last te hebben van intrusies. Ook zou driekwart van de mensen met psychosegevoeligheid last hebben van dit soort beelden. Intrusies kunnen ook een symptoom zijn van een onderliggende aandoening zoals een obsessieve-compulsieve stoornis, posttraumatische stressstoornis, persoonlijkheidsstoornis, angststoornis of schizofrenie.
De wetenschap vermoedt dat intrusies in de evolutie zijn voortgekomen uit een waarschuwingssysteem, bedoeld om ons te waarschuwen en beschermen tegen stommiteiten.

## Voorbeelden van gedachten
Bij intrusies denkt men alleen aan de handeling. Het betekent absoluut niet dat iemand daadwerkelijk overgaat tot het uitvoeren van deze handeling. Voorbeelden van gedachten passend bij een intrusie:
- Op het perron van een station staan en dan ineens het idee hebben hoe het zou zijn om voor de trein te springen (terwijl men helemaal niet dood wil).
- Zich op straat plotseling inbeelden hoe het zou zijn om een willekeurige persoon een zoen op de mond te geven.
- Tijdens een kraamvisite bij een goede vriendin ineens zich voorstellen dat je de baby op de grond gooit.
- Plotseling de gedachten fysiek geweld toepassen op personen die je lief hebt.
- Inbeelden dat je de veroorzaker bent van een dodelijk verkeersongeval.

Een intrusie kan ook samengaan met een flashback. De intrusie betreft dan een gedachte aan een herinnering die daadwerkelijk plaatsgevonden heeft. Bijvoorbeeld daadwerkelijk per ongeluk een baby uit je handen hebben laten vallen en daar continu dwangmatig aan terugdenken.

## Behandeling
Indien intrusies een probleem in het dagelijks leven wordt voor een bepaald persoon dan kan men ervoor kiezen zich te laten behandelen bij de geestelijke gezondheidszorg. De behandeling is afhankelijk van diverse factoren. Zo kunnen intrusies een symptoom zijn van een onderliggende psychische aandoening zoals posttraumatische stressstoornis of schizofrenie. De meestvoorkomende behandelingen zijn: cognitieve gedragstherapie, psycho-educatie, mindfulness en acceptance and commitment therapy. Eventueel kan de behandeling ondersteund worden met medicatie. Tijdens de behandeling wordt onder meer geleerd dat men zich niet tegen de gedachten moet verzetten.